# Vîșcea Kropîvna, Nemîriv
Vîșcea Kropîvna (în ucraineană Вища Кропивна) este localitatea de reședință a comunei Vîșcea Kropîvna din raionul Nemîriv, regiunea Vinnița, Ucraina.

## Demografie
Componența lingvistică a localității Vîșcea Kropîvna
     Ucraineană (99,53%)
     Alte limbi (0,31%)
Conform recensământului din 2001, majoritatea populației localității Vîșcea Kropîvna era vorbitoare de ucraineană (99,53%), existând în minoritate și vorbitori de alte limbi.